# Brotherhood (2018)
Brotherhood (Originaltitel: Ikhwène, إخوان, DMG Iḫwān) ist ein arabischsprachiger Kurzfilm von Meryam Joobeur aus dem Jahr 2018. Das Filmdrama ist eine tunesisch-schwedisch-kanadisch-katarische Koproduktion.

## Handlung
Nachdem er Jahre lang als verschollen galt, kehrt der verlorene Sohn Malek zurück zu seiner Familie. Er bringt seine frisch angetraute Frau Reem mit sich, die schwanger ist. Sie ist in einen Niqab gehüllt. Der Vater Mohammed nimmt an, das sein Sohn in Syrien für den Islamischen Staat tätig war. Die Mutter versucht zu schlichten, doch der Vater steigert sich weiter in seinen Hass auf den eigenen Sohn. Schließlich provoziert er Maleks Frau so lange, bis diese den Niqab lüftet. Es stellt sich raus, das Maleks schwangere Frau minderjährig ist, und so hält der Vater seinen Sohn für pädophil.
Seinem jüngeren Bruder Chaker vertraut Malek schließlich an, dass er es in Syrien kaum ausgehalten hat, und ringt ihm das Versprechen ab, dass sein Bruder seinem Beispiel nicht folge. Unterdessen fährt der Vater in die Stadt und verrät seinen Sohn an die Polizei. Als er zurückkehrt, erzählt ihm seine Frau, dass das Mädchen 14, nicht 13 ist, wie er annimmt. Kurz darauf eröffnet diese den beiden, dass das Kind nicht von Malek sei und er sie aus den Fängen des IS befreit habe. Da er befürchtete, dass der Vater keine Frau mit fremdem Kind im Bauch akzeptieren würde, hatte er gelogen. Als der Vater seinen Irrtum erkennt, ist es zu spät. Er schickt Reem zur Schwester, kann aber nicht verhindern, dass Malek und seine Brüder verhaftet werden. Er läuft zum Strand, wo er zusammenbricht.

## Hintergrund
Der Filmtitel Brotherhood („Bruderschaft“) beziehungsweise arabisch „Ikhwène“ ist ein Wortspiel mit der familiären Konnotation von „Bruderschaft“ als auch dem Namensbestandteil der Moslembruderschaft (arabisch الإخوان المسلمون al-ʾiḫwān al-muslimūn).

## Rezeption
Matthias Kuhl, Religionspädagoge an der PH Bern und Leiter der Schweizer Website kurzundgut.ch – Kurzfilme für die Schule, empfiehlt den Kurzfilm für den Einsatz in der Schule. Auf der Seite Testkammer schrieb Doreen Matthei: „Meryman Joobeurs Kurzfilm „Brotherhood“ (…) erzählt die Geschichte einer Familie vor einem politischen Hintergrund. Mit einer realitätsnahen und ruhigen Inszenierung bringt uns Joobeur die Figuren nahe und schafft es mit der Kraft des Themas die Zuschauer an den Film zu binden.“

## Preise
Der Film hatte seine Premiere auf dem Toronto International Film Festival 2018 in Kanada und gewann dort den Preis als bester kanadischer Kurzfilm. Er wurde auch Teil der jährlichen Top-10-Liste kanadischer Filme des Festivals.
2019 gewann er den Prix Jutra als bester Kurzfilm. Bei der Oscarverleihung 2020 war er als Bester Kurzfilm nominiert, unterlag aber Das Fenster gegenüber von Marshall Curry.